# 馬世觀
馬世觀（？—？），湖南湘潭人，清朝政治人物。舉人出身。
乾隆四十一年十二月，接替林培田。擔任江蘇荆溪縣知縣。后由舒元灝接任。